# Галапагос (провинция)
Гала́пагос (исп. Galápagos) — провинция Эквадора площадью 45 000 км² (17.8 % суша — 8 010 км²), расположенная в Тихом океане западнее материковой части страны на 
Галапагосских островах. Наименьшая по количеству населения в Эквадоре. Образована 18 февраля 1973 года. До этого архипелаг был в составе провинции Манаби.
На территории провинции находятся одни из важнейших на планете природных охраняемых территорий. Основными видами экономической деятельности являются туризм и рыболовство.

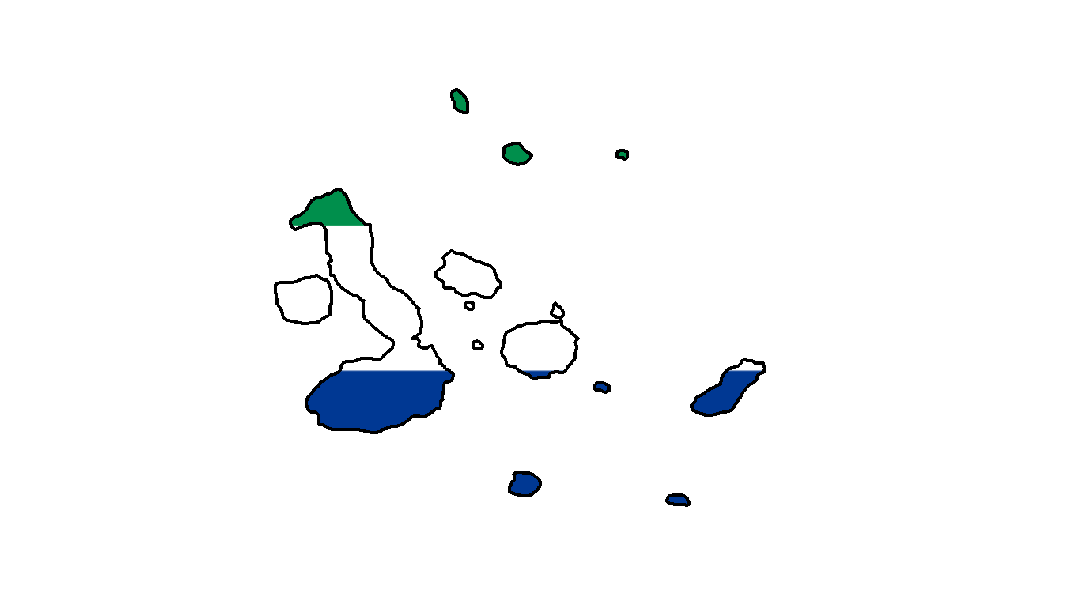
Флаг Галапагос на архипелаге

Провинция разделена на 3 кантона:
| № | Кантон         | Население, чел. (2006) | Площадь, км² | Административный центр |
| - | -------------- | ---------------------- | ------------ | ---------------------- |
| 1 | Исабела        | 1 780                  | 5 367        | Пуэрто-Вильямиль       |
| 2 | Сан-Кристобаль | 6 142                  | 849          | Пуэрто-Бакерисо-Морено |
| 3 | Санта-Крус     | 11 262                 | 1 794        | Пуэрто-Айора           |
|   | Всего          | 19 184                 | 8 010        |                        |